# حیله‌گر (فیلم)
حیله‌گر (انگلیسی: Shifty) فیلمی در سبک جنایی است که در سال ۲۰۰۸ منتشر شد. از بازیگران آن می‌توان به ریز احمد، دنیل میز، جیسون فلمینگ، نیتین گاناترا و فرانچسکا آنیس اشاره کرد.